# RASIS
RASIS（読み：レイシスもしくはラシス）はコンピュータシステムに関する以下の代表的な指標の頭文字を並べたもの：
- Reliability（信頼性）
- Availability（可用性）
- Serviceability（保守性）
- Integrity（完全性）
- Security（機密性）

特に最初の3つをRASという。RASやRASISは 機器、システムやコンピュータなどの総合的な評価の指標である。
信頼性（Reliability）の代表的な評価指標としてシステムが安定稼働し続ける平均時間である平均故障間隔（Mean Time Between Failures、MTBF）があげられ、保守性（Serviceability）の指標としてはシステムを修復するのにかかる平均時間である平均修理時間（Mean Time To Repair、MTTR）があげられる。
MTBFとMTTRから、システムにおける可用性（Availability）の指標である稼働率が導かれる：
稼働率{\displaystyle ={\rm {\frac {MTBF}{MTBF+MTTR}}}}

## 歴史
RASの3つの要素を評価の指標とする考え方はIBMが大型コンピュータ（メインフレーム）のSystem/370シリーズを1970年6月に発表したことに始まる。System/370は1964年にIBMが開発、販売した汎用コンピュータであったSystem/360シリーズの後継機である。IBMはこのSystem/370の新機種において新たなRASの考え方を採用し商品としての新たな価値を訴えた。
当時、IBMのコンピュータと同等の機能や性能とともにサービスを競った富士通と日立の2社もIBM互換機としてのMシリーズで市場を分け合った。このMシリーズにおいても互換機の立場から、IBMが謳うRASの機能を盛り込んだ。
このような経緯によりRASとともにその後「I」と「S」を加えたRASISは現在コンピュータの分野に限らず広く使われる頭字語としての言葉となった。